# جائزة نيوستاد الدولية للأدب
جائزة نيوستاد الدولية للأدب (بالإنجليزية: Neustadt International Prize for Literature)‏ هي جائزة تمنحها جامعة أوكلاهوما كل عامين وتعد ثاني أعظم جائزة أدبية بعد جائزة نوبل في الأدب. تبلغ قيمتها خمسين ألف دولار أمريكي، وتسمى بجائزة «نوبل الأمريكية»؛ لأنها تمنح لكاتب على مجمل أعماله لا عن عمل معين، تمامًا كما يحدث في جائزة نوبل، ولأن نحو 30 من الفائزين بها فازوا لاحقًا بجائزة نوبل للأدب، وقد سبق أن فاز بالجائزة أديبان عربيان هما آسيا جبار من الجزائر عام 1996، ونور الدين فرح من الصومال عام 1998.